# Hydropsyche elmali
Hydropsyche elmali là một loài Trichoptera trong họ Hydropsychidae. Chúng phân bố ở miền Cổ bắc.